# Philippovits István

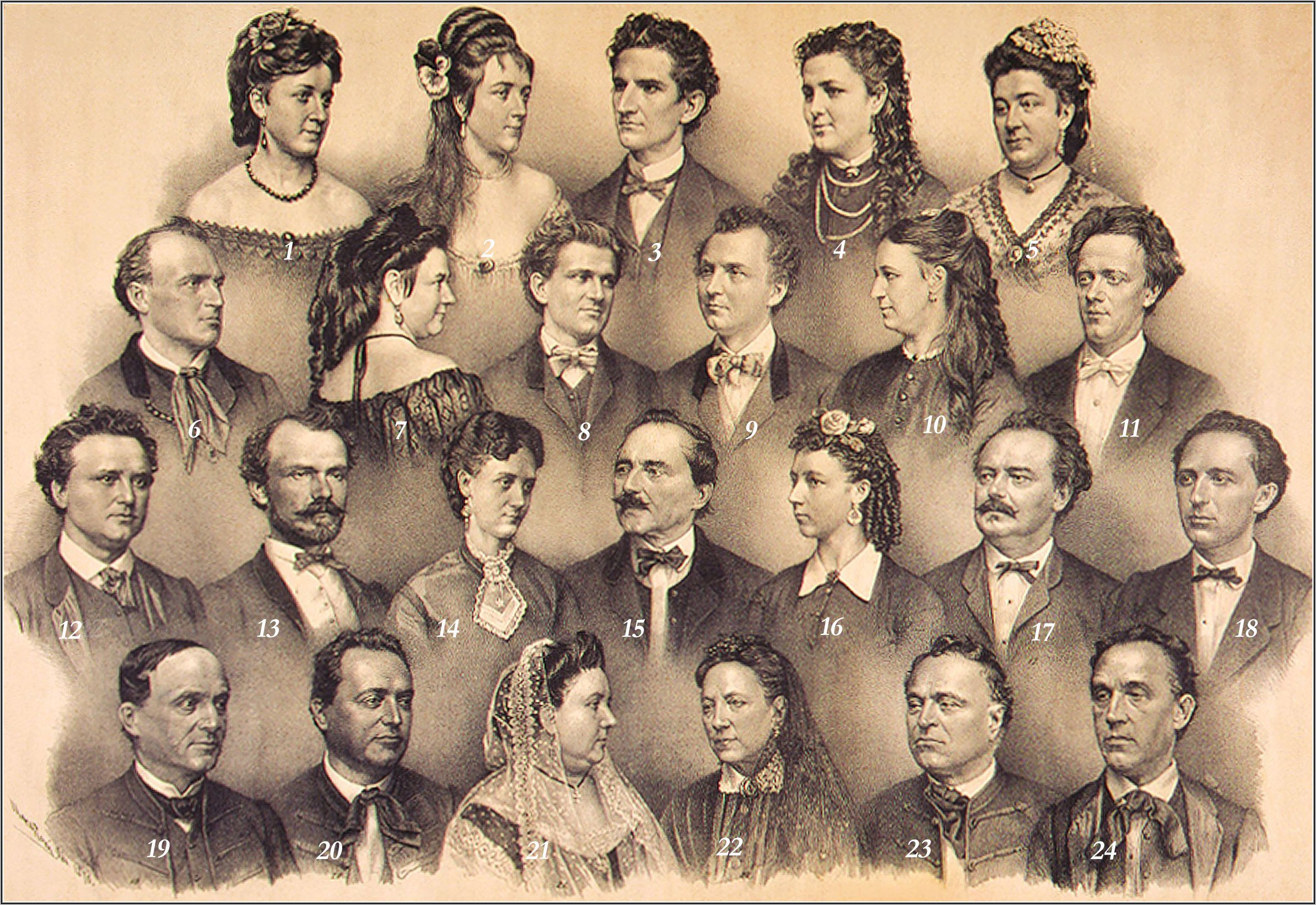
Az 1870-es debreceni színtársulatról készített tablón sorrendben a következő színészek láthatók: 1. Szakáll Róza (1848–1926); 2. Tannerné Szabó Róza, később Erkel Sándorné (1850–1922); 3. Bercsényi Béla (1844–1901); 4. Blaha Lujza (1850–1926); 5. Mándoky Béláné [Presly] Morzsai Emma (1844–1923); 6. Rónai Gyula (1828–1874); 7. Hetényi Laura, Molnárné (1830–1874); 8. Mándoky Béla (1839–1918); 9. Együd István (1838–1882); 10. Dalnoki Béniné, Konti Fáni (1842–1908); 11. Vízvári Gyula (1841–1908); 12. Gerecs János (1843–1910); 13. Dalfi Lőrinc; 14. Takács Emese, Bercsényiné (1847–1914); 15. Szabó József (1814–1875); 16. Szomolnoki Erzsi, Balla Istvánné; 17. Tanner István (1828–1878); 18. Dalnoki Béni (1838–1914); 19. Foltényi Vilmos (1820–1905); 20. Zöldi Miklós (1821–1876); 21. Foltényiné, Szákfy-Szabó Amália (1830–1901); 22. Zöldiné Szabó Julianna (1812–1886); 23. Dózsa József (1815–1886); 24. Philippovits István (1822–1885)

Philippovits István, névváltozatok: Philippovich, Filippovics (Petény, Nógrád megye, 1822. február 9. – Arad, 1885. március 3.) színész, énekes (basszus), színigazgató.

## Pályafutása
Gazdag család sarja volt, tanítóként kezdte pályafutását. 1840-ben került a Nemzeti Színházhoz mint kardalos, 1846-ban énekes színészként lépett fel Szabó József társulatában Itáliában. Játszott még Debrecenben, Aradon, Kolozsvárt és Kassán is. 1847-től rendezéssel is foglalkozott, 1848-ban részt vett a szabadságharcban. Ezután Aradra került, ahol később a város díszpolgára lett. 1860-ban Szabó Józseffel közösen vezettek társulatot. 1863-tól Kassán és Győrött volt igazgató, majd 1867 és 1875 között újból Aradon. Szabó József és Havi Mihály mellett a vidéki operajátszás harmadik legnagyobb alakjaként tartották számon. Játszott tenorszerepeket, majd basszust is, de népszínművekben is sikert aratott. 1880-ban került Mosonyi Károlyhoz, ahol titkárként is dolgozott.
Első felesége Kőrösy Ferenc igazgató lánya, Mimi, a kolozsvári Nemzeti Színház vezető színésznője volt. Lánya, Philippovits Borbála (Visz, 1838. november 29. – Beszterce, 1905. január 25.) Balogh Alajos felesége lett.

## Fontosabb szerepei
- Rigoletto (Verdi)
- Tell Vilmos (Rossini)
- Gáspár (Weber: A bűvös vadász)
- Carlo (Verdi: Ernani)
- Belizár (Donizetti)

### Basszistaszerepei
- Mephisto (Gounod: Faust)
- Plumkett (Flotow: Márta)
- Raimund (Donizetti: Lammermoori Lucia)

### Népszínműénekesként
Szigligeti Ede műveiben: 
- Kelendi (Pünkösti királynő)
- Gyuri (Cigány)
- Gyula (A nagyapó)

## Működési adatai
1840–45: Nemzeti Színház; 1845: pesti német színház; 1845: Nagyvárad–Debrecen–Szeged; 1845–46: Kolozsvár; 1846–47: Pécs; 1847 ősze: Feleky Miklós; 1849–54: Arad; 1854–57: Kolozsvár; 1857–1860: Arad.
Igazgatóként: 1860–63: Arad; 1863–65: Kassa; 1865–66: Győr; 1867–1875: Arad; 1875–78: állás nélkül volt; 1878–1883: Arad; 1883–84: Mosonyi; 1884: Temesvár; 1884–85: Mosonyi Károly (Zombor); 1885: Arad.